# Splonia acutalis
Splonia acutalis är en insektsart som beskrevs av Victor Antoine Signoret 1891. Splonia acutalis ingår i släktet Splonia och familjen dvärgstritar. Inga underarter finns listade i Catalogue of Life.